# Michael Falkesgaard
Michael Falkesgaard, né le 14 septembre 1984 à Kastrup au Danemark, est un footballeur international philippin, qui évolue au poste de gardien de but.

## Biographie

### Carrière en sélection
Il reçoit sa première sélection en équipe des Philippines le 22 mars 2018, en amical contre les Fidji (victoire 3-2).
En fin d'année 2018, il participe au championnat d'Asie du Sud-Est. Lors de cette compétition, il joue quatre matchs. Les Philippines s'inclinent en demi-finale face au Viêt Nam. 
En janvier 2019, il est retenu par le sélectionneur Sven-Göran Eriksson afin de participer à la Coupe d'Asie des nations, organisée aux Émirats arabes unis. Lors de cette compétition, il joue trois matchs.

## Palmarès
- Vice-champion de Thaïlande en 2018 avec le Bangkok United